# Bernard Curry

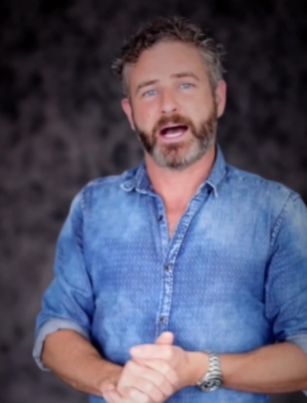
Bernard Curry, 2023

Bernard Curry (* 27. März 1974 in Melbourne, Victoria) ist ein australischer Schauspieler. Einem breiten nationalen Publikum wurde er durch seine Mitwirkung in den Fernsehserie Nachbarn durch seine Rolle des Luke Handley und in der Fernsehserie Home and Away in der Rolle des Hugo Austin bekannt.

## Leben
Curry wuchs mit seinen Brüdern Andrew (* 2. Juli 1972) und Stephen Curry (* 1976), die beide ebenfalls als Schauspieler tätig sind, im australischen Victoria auf.
Nach seinem Schauspieldebüt 1991 im Kurzfilm Get Real, war er 1993 in der Fernsehserie in der Rolle des Michael Logan zu sehen und wirkte in den 1990er Jahren in Episodenrollen verschiedener Fernsehserien mit. Von 1995 bis einschließlich 2005 war er in der Rolle des Luke Handley in der australischen Fernsehserie Nachbarn in 106 Episoden zu sehen. 2000 übernahm er in dem Spielfilm The Dish eine Nebenrolle. Von 2008 bis 2011 übernahm er die Rolle des Hugo Austin in 425 Episoden der Fernsehserie Home and Away. Weitere größere Serienrollen übernahm er 2013 in Pretty Little Liars und Hit the Floor. 2015 übernahm er in dem Katastrophenfilm Impact Earth die Hauptrolle und wirkte im selben Jahr in sieben Episoden der Fernsehserien Faking It mit. 2016 mimt er die Rolle des Jake Stewart in der Fernsehserie Wentworth.

## Filmografie
- 1991: Get Real (Kurzfilm)
- 1993: Snowy (Fernsehserien, 13 Episoden)
- 1994: Time Trax – Zurück in die Zukunft (Time Trax) (Fernsehserie, Episode 2x04)
- 1994: Law of the Land (Fernsehserie, Episode 3x04)
- 1994–2006: Blue Heelers (Fernsehserien, 4 Episoden, verschiedene Rollen)
- 1995: Halifax (Fernsehserie, Episode 1x02)
- 1995–2005: Nachbarn (Neighbours) (Fernsehserien, 106 Episoden)
- 1996: Black Sun (Kurzfilm)
- 1998: Raw FM (Fernsehserie, Episode 1x13)
- 1998: The Genie from Down Under 2 (Fernsehserie, Episode 2x02)
- 1998: State Coroner (Fernsehserie, Episode 2x11)
- 1999: Thunderstone (Fernsehserie, Episode 2x07)
- 2000: Something in the Air (Fernsehserien, 3 Episoden)
- 2000: The Dish
- 2000: Sit Down, Shut Up (Fernsehserie, Episode 1x02)
- 2001: Blond (Mini-Serie, 2 Episoden)
- 2001: Abschied in den Tod (Fernsehfilm)
- 2001: Stingers (Fernsehserie, Episode 4x20)
- 2002: The Road from Coorain (Fernsehfilm)
- 2002: The Junction Boys (Fernsehfilm)
- 2002: Flipside (Fernsehserien, 8 Episoden)
- 2003: CrashBurn (Fernsehserie, Episode 1x08)
- 2003: MDA (Fernsehserie, Episode 2x19)
- 2004: Alpha Male (Kurzfilm)
- 2005: Puppy
- 2006: Total Genial (Wicked Science) (Fernsehserie, Episode 2x22)
- 2007: Zeit der Sehnsucht (Days of Our Lives) (Fernsehserie, Episode 1x10481)
- 2007: The King (Fernsehfilm)
- 2008: Out of the Blue (Fernsehserien, 10 Episoden)
- 2008: Die Chaosfamilie (Packed to the Rafters) (Fernsehserien, 2 Episoden)
- 2009: Satisfaction (Fernsehserien, 4 Episoden)
- 2009–2011: Home and Away (Fernsehserien, 425 Episoden)
- 2012: Navy CIS (NCIS) (Fernsehserie, Episode 10x04)
- 2013: Pretty Little Liars (Fernsehserien, 3 Episoden)
- 2013: Hit the Floor (Fernsehserien, 5 Episoden)
- 2013: Killer Reality (Fernsehfilm)
- 2013–2016: Once Upon a Time – Es war einmal … (Once Upon a Time) (Fernsehserien, 2 Episoden, verschiedene Rollen)
- 2014: Ravenswood (Fernsehserie, Episode 1x07)
- 2014: Bordering on Bad Behavior
- 2014: CSI: Vegas (CSI: Crime Scene Investigation) (Fernsehserie, Episode 15x10)
- 2015: Impact Earth
- 2015: Mistresses (Fernsehserie, Episode 3x06)
- 2015: Baby, Baby, Baby
- 2015: Faking It (Fernsehserien, 7 Episoden)
- seit 2016: Wentworth (Fernsehserie)
- 2017: Hoges (Mini-Serie, Episode 1x01)
- 2017: Blackmail
- 2017: Blindspot (Fernsehserien, 2 Episoden)
- 2017: Live or Die in La Honda
- 2017: Sunshine (Mini-Serie, 2 Episoden)
- 2018: A Boy Called Sailboat – Jedes Wunder hat seine Melodie (A Boy Called Sailboat)
- 2018: How to Stay Married (Fernsehserie, Episode 1x06)
- 2019: Dark Place
- 2019: My Life Is Murder (Fernsehserien, 10 Episoden)
- 2019: The Shore (Kurzfilm)
- 2020: Mint Condition (Fernsehserie)
- 2020: Drunk History: Australia (Fernsehserie, Episode 1x04)
- 2021: Ms Fisher’s Modern Murder Mysteries (Fernsehserie, Episode 2x05)
- 2021: Jack Irish (Fernsehserien, 2 Episoden)